# Bogiše
Bogiše (em cirílico: Богише) é uma vila da Sérvia localizada no município de Brus, pertencente ao distrito de Rasina. A sua população era de 295 habitantes segundo o censo de 2011.

## Demografia
| 1948 | 1953 | 1961 | 1971 | 1981 | 1991 | 2002 | 2011 |
| ---- | ---- | ---- | ---- | ---- | ---- | ---- | ---- |
| 489  | 552  | 516  | 494  | 441  | 379  | 331  | 295  |